# Paul Dickov
Paul Dickov (Livingston, 1972. november 1. –) skót labdarúgó, jelenleg a Doncaster Rovers vezetőedzője.

## Pályafutása
Pályafutását az Arsenalnál kezdte, 1994-ben megnyerte velük a kupagyőztesek Európa-kupáját, de ő maga nem volt rendszeresen a kezdőcsapat tagja. 1996-ban szerződtette az akkor másodosztályú Manchester City. Több mint hat szezont töltött el a csapatnál, részese volt két kiesésnek és két feljutásnak is, három különböző osztályban játszott. 2002-ben csatlakozott a Leicester City-hez, ahol két évet töltött el. 2004-ben aláírt a Blackburn Rovers csapatához, 2005-ben kiharcolták az UEFA-kupában való indulást. Miután a szerződése lejárt, aláírt korábbi csapatához, a Manchester City-hez.
A felnőtt válogatottban 2000-ben debütált egy San Marino elleni világbajnoki selejtezőn. Összesen 10 mérkőzést játszott, ez alatt 1 gólt szerzett.
Visszavonulása óta edzőként tevékenykedik, három évet töltött el az Oldham Athletic padján, 2013 óta pedig a Doncaster Rovers edzője.

## Statisztika

### Játékosként
Zárójelben szerepel, amikor csereként lépett pályára
| Klub                   | Szezon           | Bajnokság | Bajnokság | Kupa     | Kupa | Összesen  | Összesen |
| Klub                   | Szezon           | Fellépés  | Gól       | Fellépés | Gól  | Fellépés  | Gól      |
| ---------------------- | ---------------- | --------- | --------- | -------- | ---- | --------- | -------- |
| Arsenal                | 1992–93          | 1 (2)     | 2         | —        | —    | 1 (2)     | 2        |
| Arsenal                | 1993–94          | 0 (1)     | 0         | —        | —    | 0 (1)     | 0        |
| Luton Town             | 1993–94          | 8 (7)     | 1         | —        | —    | 8 (7)     | 1        |
| Brighton & Hove Albion | [1993–94         | 8         | 5         | —        | —    | 8         | 5        |
| Arsenal                | 1994–95          | 4 (5)     | 0         | 2 (2)    | 3    | 6 (7)     | 3        |
| Arsenal                | 1995–96          | 1 (6)     | 1         | —        | —    | 1 (6)     | 1        |
| Manchester City        | 1996–97          | 25 (4)    | 5         | 3        | 0    | 28 (4)    | 5        |
| Manchester City        | 1997–98          | 21 (9)    | 9         | 2 (1)    | 0    | 23 (10)   | 9        |
| Manchester City        | 1998–99          | 25 (13)   | 12        | 5 (3)    | 3    | 30 (16)   | 15       |
| Manchester City        | 1999–2000        | 22 (12)   | 5         | 3        | 1    | 25 (12)   | 6        |
| Manchester City        | 2000–01          | 15 (6)    | 4         | 2 (2)    | 1    | 17 (8)    | 5        |
| Manchester City        | 2001–02          | 0 (7)     | 0         | 0 (1)    | 1    | 0 (8)     | 1        |
| Leicester City         | 2001–02          | 11 (1)    | 4         | —        | —    | 11 (1)    | 4        |
| Leicester City         | 2002–03          | 42        | 17        | 4        | 3    | 46        | 20       |
| Leicester City         | 2003–04          | 28 (7)    | 11        | 4        | 2    | 32 (7)    | 13       |
| Blackburn Rovers       | 2004–05          | 27 (2)    | 10        | 6        | 1    | 37 (2)    | 11       |
| Blackburn Rovers       | 2005–06          | 17 (4)    | 4         | 4 (1)    | 2    | 21 (5)    | 6        |
| Manchester City        | 2006–07          | 9 (6)     | 0         | 0 (2)    | 0    | 9 (8)     | 0        |
| Manchester City        | 2007–08          | —         | —         | 0 (1)    | 0    | 0 (1)     | 0        |
| Crystal Palace         | 2007–08          | 6 (3)     | 0         | —        | —    | 6 (3)     | 0        |
| Blackpool              | 2007–08          | 7 (4)     | 6         | —        | —    | 7 (4)     | 6        |
| Leicester City         | 2008–09          | 4 (16)    | 2         | 3 (3)    | 1    | 7 (19)    | 3        |
| Leicester City         | 2009–10          | 0 (1)     | 0         | 0 (1)    | 0    | 0 (2)     | 0        |
| Derby County           | 2009–10          | 10 (6)    | 2         | —        | —    | 10 (6)    | 2        |
| Leeds United           | 2009–10          | 1 (3)     | 0         | —        | —    | 1 (3)     | 0        |
| Oldham Athletic        | 2010–11          | 0 (2)     | 0         | 0 (0)    | 0    | 0 (2)     | 0        |
| Karrier összesen       | Karrier összesen | 292 (127) | 100       | 38 (17)  | 18   | 334 (144) | 118      |

### Válogatottban
| Skócia | Skócia   | Skócia |
| Év     | Fellépés | Gól    |
| ------ | -------- | ------ |
| 2000   | 3        | 0      |
| 2001   | 0        | 0      |
| 2002   | 1        | 0      |
| 2003   | 3        | 1      |
| 2004   | 3        | 0      |
| Össz.  | 10       | 1      |

### Edzőként
Utolsó frissítés: 2013. május 20
| Csapat           | -tól            | -ig              | Eredmény | Eredmény | Eredmény | Eredmény | Eredmény | Eredmény |
| Csapat           | -tól            | -ig              | M        | Gy       | D        | V        | %        |          |
| ---------------- | --------------- | ---------------- | -------- | -------- | -------- | -------- | -------- | -------- |
| Oldham Athletic  | 2010. június 9. | 2013. február 3. | 141      | 43       | 37       | 61       | 30.50    |          |
| Doncaster Rovers | 2013. május 20. |                  | 0        | 0        | 0        | 0        | –        |          |
| Összesen         | Összesen        | Összesen         | 141      | 43       | 37       | 61       | 30.50    |          |

## Sikerei, díjai
Arsenal
- Kupagyőztesek Európa-kupája: 1994

Manchester City
- Harmadosztály rájátszás győztes: 1999
- Másodosztály 2. hely, feljutó: 2000

Leicester City
- Másodosztály 2. hely, feljutó: 2002
- Harmadosztály győztes: 2009

Leeds United
- Harmadosztály 2. hely, feljutó: 2010

## Fordítás
Ez a szócikk részben vagy egészben  a   Paul Dickov című angol Wikipédia-szócikk fordításán alapul.  Az eredeti cikk szerkesztőit annak laptörténete sorolja fel. Ez a jelzés csupán a megfogalmazás eredetét és a szerzői jogokat jelzi, nem szolgál a cikkben szereplő információk forrásmegjelöléseként.
1. ↑  transfermarkt.com. transfermarkt.com . (Hozzáférés: 2017. október 9.)